# Indravarman I
Indravarman I (fl. IX secolo) fu un sovrano dell'Impero Khmer. Il suo regno iniziò l'anno 877 d.C e finì nell'889 o 890.
Succedette a suo cugino Jayavarman III e nel corso dei suoi 12 o 13 anni di regno condusse diverse campagne militari. Grazie alle sue vittorie espanse notevolmente le dimensioni dei suoi territori.

## Attività costruttiva di Indravarman
A Indravarman I è attribuita un'attività costruttiva assai vasta, considerata la relativa brevità del suo regno, che pose le basi e in qualche modo indirizzò le notevoli realizzazioni dei suoi successori. Subito dopo aver acceduto al trono, come riportato nell'iscrizione del tempio di Preah Ko, dichiarò che entro cinque giorni avrebbe iniziato lo scavo di un bacino idrico. Si sarebbe trattato del più grande bacino artificiale costruito fino a quel momento: il baray Indratataka. Completato dal figlio Yasovarman I che gli succedette, misura 3.800 per 800 m, malgrado l'estensione verso nord sia probabilmente minore di quanto inizialmente progettato, come testimonierebbe lo scostamento verso Nord dell'isola artificiale su cui sorge Lolei, che invece risulta centrata sull'asse più lungo Est-Ovest.
Il baray costituiva una rappresentazione simbolica induista dell'oceano che circonda il Monte Meru, centro dell'universo e casa degli dei, rappresentato a sua volta dal "tempio-montagna". Tuttavia svolgeva contemporaneamente anche la funzione eminentemente pratica di raccogliere le acque nella stagione monsonica e permetterne la distribuzione nei campi di riso nella stagione secca, attraverso una fitta rete di canali di diverse dimensioni. Il re e i suoi ministri svolgevano diversi riti nel corso dell'anno, che fondevano la funzione pratica in quella simbolica, come ad esempio l'invocazione della pioggia eseguita prima della stagione della semina. Attualmente prosciugato, avrebbe potuto contenere fino a 7,5 milioni di metri cubi di acqua. I sovrani successivi comunque ne costruirono di ancora più grandi.
Il re si dedicò quindi alla costruzione di santuari shivaiti: presso la capitale khmer del tempo, Hariharālaya (l'attuale Roluos distante pochi chilometri da Angkor), edificò il sopracitato Preah Ko. All'interno di un'area di 600  per 550 m, racchiusa da un fossato largo 50 m, fece costruire sei torri in mattoni, dedicate ciascuna ad un antenato, compreso il fondatore della dinastia Jayavarman II. Il tempio è notevole soprattutto nelle decorazioni degli architravi e ha dato il nome a uno degli stili architettonici Khmer
Infine, Indravarman edificò il proprio tempio-montagna, il Bakong (o forse ne completò la costruzione iniziata da Jayavarman III), in cui fece porre un liṅga chiamato Indraśvara, a indicare il confluire della propria essenza in quella divina (Iśvara, Shiva), secondo il costume del culto deva-raja. George Coedès identifico tredici re angkoriani che dopo Indravarman costruirono tale tipo di tempio, al duplice scopo di centro del culto di stato e monumento alla propria memoria. Il santuario sommitale originale non è sopravvissuto e la torre attuale è del XII secolo. Alla base la piramide a cinque strati misura 65 per 67 metri e si trova all'interno di un'area ampia 900 metri per 700 metri, racchiusa da tre recinzioni e due fossati concentrici, in cui trovano posto decine di altri edifici minori.
Si tratta del primo tempio-montagna angkoriano in arenaria. Inoltre per la prima volta nell'architettura Khmer fecero la loro comparsa le raffigurazioni dei nāga, in qualità di guardiani dei ponti che, attraversando il fossato che simboleggia l'oceano, uniscono il mondo degli uomini al tempio vero e proprio, casa degli dei.

## Gli antenati di Indravarman
La complicata relazione di parentela che Indravarman aveva con Jayavarman II, considerato il fondatore dell'Impero Khmer agli inizi del X secolo, emerge dalle stele di fondazione dei suoi templi e da altre iscrizioni in templi costruiti da famiglie aristocratiche khmer contemporanee: il fratello di sua madre aveva sposato la figlia di Jayavarman e la nonna paterna era la sorella minore di sua moglie. Sposò inoltre una cugina di primo grado, Narendra.
Secondo le iscrizioni del tempio di Preah Ko, dedicato il 25 gennaio 880 d.C. (secondo la stele di fondazione K.713, che testimonia anche della sua grandezza di guerriero), le sei torri vennero dedicate a coppie a tre regnanti deceduti e alle loro rispettive consorti, divinizzati. Le iscrizioni sugli stipiti in arenaria delle loro porte riportano che le torri centrali furono dedicate a Jayavarman II (secondo il suo nome postumo, Parameśvara), malgrado nella propria genealogia non lo avesse fatto citare esplicitamente, ed alla sua regina Dharaṇīndradevī (iscrizione K.320a). La coppia di torri settentrionali fu dedicata a Rudravarman (divinizzato come Rudreśvara) e Rajendradevī (K.318a), nonni da parte materna, e quelle meridionali a Pṛthivīndravarman (divinizzato come Pṛthivīndreśvara) e Pṛthivīndradevī (K.315a e K.713 b).

## Prithivindravarman e Rudravarman
La successione classica dei re khmer del IX secolo è stata contestata da alcuni epigrafisti successivi, come Kamaleswar Bhattacharya e Karl-Heinz Golzio. Considerate le scarse informazioni rinvenute su Jayavarman III e le poche costruzioni attribuitegli (relativamente alla durata proposta per il suo regno), nonché le dediche presenti nelle torri di Preah Ko, essi hanno interpretato alcune iscrizioni in sanscrito presenti a Roluos come prove sufficienti del fatto che due re della medesima stirpe governarono, dopo la sua morte precoce e prima di Indravarman: Rudravarman e Pṛthivīndravarman.
Secondo l'iscrizione di Lolei (K.324, datata 8 luglio 893) ad opera di Yasovarman I, Rudravarman era il fratello più giovane della madre di Dharaṇīndradevī, regina consorte di Jayavarman II e madre di Jayavarman III (il quale è menzionato col nome postumo di Viṣṇuloka nell'iscrizione di Indravarman presso il Bakong, risalente all'881/882 d.C.).
L'ipotesi ha comunque diversi punti deboli. Ad esempio, come scritto da Michael Vickery, il suffisso -varman (indicante regalità) di questi due ascendenti di Indravarman può essere facilmente spiegato come un'elevazione postuma (o anche in vita) di parenti del re, come avvenuto in altri casi noti della storia khmer. Inoltre essi non vengono menzionati chiaramente in genealogie reali più tarde.

## Successione
Indravarman I morì nell'889 o 890 e gli succedette il figlio Yasovarman I, probabilmente dopo una breve ma sanguinosa lotta per la successione, testimoniata ad esempio dalla menzione in una delle sue iscrizioni di una battaglia navale, avvenuta probabilmente sul Tonle Sap.